# Vangelis
Vangelis (IPA: [vaˈɟelis]; in greco: Βαγγέλης), pseudonimo di Evangelos Odysseas Papathanassiou (IPA: [eˈvaɟelos oðiˈseas papaθanaˈsiu]; in greco: Ευάγγελος Οδυσσέας Παπαθανασίου; Agria, 29 marzo 1943 – Parigi, 17 maggio 2022), è stato un compositore e polistrumentista greco.
Fra le sue opere più acclamate compaiono alcune colonne sonore (come quelle per i film Momenti di gloria, Blade Runner, Antarctica, Missing - Scomparso, 1492 - La conquista del paradiso, Alexander, Luna di fiele e Il Bounty), la colonna sonora della serie Cosmos di Carl Sagan, nonché il brano Hymne, usato per le pubblicità della Barilla. Inoltre ha composto l'inno per i Mondiali di calcio Giappone-Corea del Sud 2002.

## Biografia
Vangelis inizia a comporre a 4 anni ed è autodidatta per gran parte delle sue conoscenze musicali. Si rifiuta di prendere lezioni e non ha mai avuto una conoscenza base sulla lettura e scrittura di note musicali. Nei primi anni sessanta fonda il gruppo di musica beat The Forminx, che diviene popolare in Grecia. Durante la rivolta studentesca greca verso la fine del 1967 fonda il gruppo di rock progressivo Aphrodite's Child con Demis Roussos e Loukas Sideras.

### Gli inizi
Vangelis inizia la sua carriera da solista nel 1973 con la composizione delle colonne sonore di due film del produttore francese Frédéric Rossif. Il suo primo album da solista è Earth (1973). Dopo essersi trasferito a Londra, firma un contratto con la RCA e inizia a lavorare nel suo studio di registrazione privato, Nemo Studios. In questi anni produce alcuni dei suoi album più famosi, come Heaven and Hell (1975), Spiral (1977) e China (1979).
Assieme a Jon Anderson (cantante degli Yes) pubblica diversi dischi negli anni ottanta e novanta con il nome di Jon & Vangelis. Ha inoltre collaborato con alcuni artisti italiani, in qualità di arrangiatore: Riccardo Cocciante, Claudio Baglioni, Milva, Patty Pravo, Krisma. Gli album italiani dove è preponderante il suo influsso sono E tu... di Claudio Baglioni, dove le melodie delle tastiere richiamano quelle già utilizzate dagli Aphrodite's Child, e Concerto per Margherita di Riccardo Cocciante.

### Gli anni Ottanta e Novanta e il successo
Nel 1982 vince l'Oscar per la colonna sonora del film Momenti di gloria di Hugh Hudson. Nello stesso anno inizia la collaborazione con il regista Ridley Scott per il quale scrive la colonna sonora per Blade Runner, divenuta presto un cult, come d'altronde il film stesso. Per lo stesso regista firmerà, qualche anno più tardi la colonna sonora di 1492 - La conquista del paradiso. La più grande popolarità gli giunge appunto per la composizione di queste colonne sonore, nelle quali unisce melodie eleganti a sonorità d'atmosfera, impiegando voce umana, strumenti classici e suoni elettronici al servizio di una musica suggestiva.
Nel 1997 è uno dei protagonisti della cerimonia d'apertura dei Campionati del mondo di atletica leggera 1997 di Atene: in più riprese, durante la serata, Vangelis suona alcuni dei suoi pezzi più famosi accompagnato dall'orchestra e dal coro.

### Dagli anni Duemila in poi
Nel 2001, Vangelis registra Mythodea, una composizione scritta originariamente nel 1993 e utilizzata dalla NASA come il tema per la missione 2001 Mars Odyssey. In uno dei pochissimi concerti della sua carriera, Vangelis si esibisce al tempio di Zeus Olimpio di Atene ed esegue l'intero disco accompagnato da un'orchestra sinfonica e da un coro. Da questo concerto verrà realizzato un DVD che a tutt'oggi rimane l'unica documentazione ufficiale di un'esibizione dal vivo di Vangelis, se si escludono alcune sporadiche apparizioni televisive o un'esibizione trasmessa dalla tv olandese nel 1991, che però era completamente in playback.
Nel 2002 compone l'inno del campionato mondiale di calcio 2002, in cui Vangelis unisce le musiche trionfali alle sonorità orientali. Di questo brano vengono realizzati molti remix, di cui la versione composta col sintetizzatore in Italia è stata utilizzata nelle trasmissioni sportive RAI dedicate all'evento. Nel 2004 viene pubblicata la colonna sonora del film Alexander, diretto da Oliver Stone e basato sulla vita di Alessandro Magno. Nel 2007 Vangelis pubblica due album. Il primo è un set di 3 CD per il venticinquesimo anniversario dell'uscita di Blade Runner, intitolato Blade Runner Trilogy. Il secondo è la colonna sonora per il film El Greco, basato sulla vita del pittore ellenico-spagnolo. Nell'autunno del 2008, realizza la traccia principale per Swiadectwo (intitolato Testimony al di fuori della Polonia), un documentario sulla vita del pontefice Giovanni Paolo II; il resto della colonna sonora è invece affidato al compositore polacco Robert Janson.
Nel 2016, dopo 18 anni dall'ultimo lavoro in studio, Vangelis fa uscire il nuovo album, Rosetta, ispirato all'omonima missione spaziale dell'ESA del 2014, in cui la sonda spaziale Philae atterrò sulla cometa 67P/Churyumov-Gerasimenko. Vangelis ha tratto l'ispirazione per questo album dalle esperienze e storie che l'astronauta André Kuipers condivideva con lui tramite video chiamata dalla Stazione Spaziale Internazionale. "Mitologia, scienza ed esplorazione dello spazio sono temi che mi hanno sempre affascinato fin dalla mia infanzia. E sono in qualche modo collegati con la musica che scrivo" ha dichiarato l'artista. L'album è stato pubblicato, come previsto, il 23 settembre.
Vangelis si è spento il 17 maggio 2022 in un ospedale di Parigi nel quale era in cura per una malattia: la notizia è stata data dal primo ministro greco Kyriakos Mitsotakis con un tweet. Si è poi appreso che il compositore è deceduto per complicazioni da Covid-19.

## Stile musicale
Artista new age specializzato in colonne sonore, Vangelis faceva spesso uso di strumentazioni elettroniche, quali il sintetizzatore, che alternava a quelle acustiche. Si ispirava sovente al rock e, secondo le parole del giornalista musicale John Schaefer, "non è propriamente classico (...) e, pur adottando l'improvvisazione, non è certamente jazz." Con il passare degli anni, l'artista ha sempre più preso le distanze dalla musica elettronica per concentrarsi sull'orchestra.
Dopo un esordio che risentì della lezione degli Aphrodite's Child: Dragon (1971) avrebbe pubblicato Earth (1973) che, così come Heaven and Hell (1975) e la colonna sonora di Albedo 0.39 (1976) inseriva elementi rock. Con gli album pubblicati dalla metà degli anni settanta, avrebbe composto in prevalenza tracce con elementi pop e jazz, che sono state definite "viaggi ipnotici di ritmi assortiti". Il decennio si sarebbe chiuso con album quali il cupo e poco accessibile Beaubourg (1978) e Opera Sauvage (1979), dalle sonorità liriche e orchestrali. Se Chariots of Fire (1982) è in buona parte "melodico, proto-smooth jazz" è caratterizzato da "suoni puliti, lustri stridii elettronici e archi", Antarctica (1983) rappresenterebbe "il picco spirituale dell'artista con la sua armonia radiosa per strati di sintetizzatori, arpe e violini." Con The Mask (1985), preceduto dall'altrettanto sperimentale Invisible Connections, (1985) l'artista avrebbe proposto un disco dalle sonorità ipnotiche e drammatiche. mentre Oceanic (1996) segna una svolta verso brani più meditativi.

## La fama mediatica
Le musiche di Vangelis vengono sovente utilizzate come colonne sonore di documentari, spot pubblicitari, sigle televisive, servizi giornalistici e addirittura come inni non ufficiali di grandi eventi (ad esempio sportivi o politici). Questa scelta è resa possibile dal fatto che molti brani sono basati su piccole cellule tematiche che si adattano ad essere utilizzate in filmati di breve durata, come sigle o spot. Inoltre il vastissimo repertorio di Vangelis rende molto facile trovare brani che abbiano l'atmosfera adatta alle immagini che devono essere accompagnate dalla musica: sia che serva un brano dal carattere sognante, triste o rassicurante, dal suono delicato o dall'incedere trionfale e maestoso, è sempre possibile trovare almeno un brano con le caratteristiche necessarie. In virtù di questo, molto spesso le musiche di Vangelis sono entrate nell'immaginario collettivo per un loro uso alternativo da parte dei mass-media, soprattutto in televisione.
- Il tema principale del film Momenti di gloria, relativo ai titoli di testa, è probabilmente il brano più famoso dell'artista[senza fonte] ed ha avuto un successo addirittura superiore al film. Viene universalmente considerato come una sorta di inno delle Olimpiadi e, per estensione, dello sport e dei suoi valori. Ad esempio il tema è stato inserito nella schermata iniziale del videogioco Track & Field della Konami, il cui unico punto in comune col film è il contesto olimpico, ma non ha alcuna attinenza con il film. Spesso viene utilizzato per commentare immagini di imprese sportive, ma non è raro che il brano, in modo ironico, venga utilizzato a commento di filmati che utilizzano l'effetto del rallentatore, anche quando queste non c'entrino nulla con lo sport. Ai Giochi della XXX Olimpiade, svoltisi a Londra, questo brano è stato usato in una forma riarrangiata durante le premiazioni degli atleti.
- La sigla iniziale del celebre documentario TV a puntate Cosmos (scritto da Carl Sagan) è una versione del suo brano "Heaven and Hell" e gli episodi fanno largamente uso della sua produzione musicale.
- Una versione di Hymne, riarrangiata nel 1985 dal gruppo strumentale Press Agency, è stata utilizzata negli anni 80, 90 e anche oggi dalla Barilla nei suoi spot, rendendolo un brano famosissimo in Italia; gran parte del pubblico identifica il brano come "la musica della Barilla", ignorando che invece si tratti della musica realizzata qualche anno prima per un documentario intitolato Opéra Sauvage. Il tema del brano è costruito su una scala diatonica maggiore (precisamente in tonalità di re bemolle maggiore); la linea melodica procede in senso ascendente e discendente per grado congiunto e contiene pochi "salti": in virtù di questa semplicità di esecuzione e della popolarità acquisita, moltissimi ragazzi approcciarono la musica imparando questo tema.
- Dello stesso documentario fa parte un altro brano del compositore greco usato in molti contesti, L'enfant.
- Anche il tema di Missing - Scomparso è stato utilizzato per un breve tempo dalla Barilla nei suoi spot. Il brano è caratterizzato da una forte malinconia, che nel caso del film derivava dalla perdita di una persona cara. Da metà anni novanta, per ironizzare sul suo utilizzo originario, il brano viene regolarmente utilizzato dalla Gialappa's Band in sottofondo ai filmati in cui si vuole commemorare ironicamente l'uscita di scena di un personaggio. In origine veniva posta a commento dei servizi dedicati ad un allenatore esonerato, ma dal 2000 il tema di Missing è diventata la colonna sonora con cui, nello spin-off Mai dire Grande Fratello, viene annunciata l'esclusione di un concorrente e si ricordano i momenti più divertenti della sua permanenza nella casa.
- One more Kiss, Dear, tratta dalla colonna sonora di Blade Runner, apparentemente lontana dallo stile elettronico di Vangelis, fu utilizzata negli anni novanta per lo spot del prosecco Carpené Malvolti. Nel film le sue atmosfere "rétro" e confidenziali creavano volutamente un effetto di forte contrasto con l'ambientazione moderna e caotica; al contrario, nello spot, la musica era più sincretica alle immagini.
- Il tema finale di Blade Runner, tratto dalla versione orchestrale della colonna sonora, è stato per anni la sigla di Linea verde.
- Negli anni ottanta il 3rd Movement nella prima parte dell'album Heaven and Hell è stato la sigla di Geo & Geo. In seguito, invece, venne usata Messages, dell'album Voices.
- Curious Electric, è tratta dall'album Short Stories con Jon Anderson, 1980, e il suo incipit è stato la sigla de Il Fatto di Enzo Biagi.
- Nonostante il film Antarctica sia pressoché sconosciuto a molte persone, il suo tema viene spesso utilizzato in sottofondo ad immagini per sottolineare la sensazione di freddo (immagini di ghiacciai, delle calotte polari, oppure provenienti dallo spazio) ma anche per esaltare la natura. A fine anni novanta venne utilizzato in uno spot della Colmar (articoli da sci) in cui si vedeva un uomo che sciava su un grattacielo.
- La joint-venture Hotpoint-Ariston ha utilizzato per uno dei suoi primi spot il brano Ask the Mountain, tratto da Voices.
- Uno spot del 1982 della Alfa Romeo Giulietta, ha utilizzato il brano Pulstar, dove l'impronta elettronica è molto forte. Un frammento di tale brano è usato da ottobre 2009 per le rubriche del TG1.
- Conquest of Paradise, tratto da 1492: la conquista del paradiso viene spesso utilizzato durante occasioni in cui si deve garantire un effetto di maestosità. Con questo brano, nel 1995, António Guterres festeggiò la vittoria dei socialisti in Portogallo. Esso è anche il motivo musicale ufficiale dell'Ultra-Trail du Mont-Blanc-CCC (Courmayeur Champex Chamonix), una delle gare di corsa in montagna più dure e famose al mondo[18][19]. Nel 1999, in un servizio de Le Iene realizzato durante una convention politica, Enrico Lucci commentò ironicamente la scena in cui, mentre il brano risuonava dalle casse del palazzetto il relatore si mise ad intonarne la melodia agitando le braccia e invitando il pubblico a fare lo stesso. Al ritorno in studio, anche i conduttori e il pubblico intonarono il tema del brano muovendo le braccia. Esso fa anche parte (raramente) della "colonna sonora" di Affari tuoi e in alcuni tratti nel film L'ultimo bacio.
- L'intro di Dervish D, dell'album Spiral ha avuto una qualche fortuna come colonna sonora di programmi d’informazione; a titolo d’esempio fu impiegato in Italia, a momenti alterni tra il 1979 e i primi anni 90, come sigla del TG3 e poi dei telegiornali regionali. Lo stesso Vangelis inoltre si cimentò personalmente nella sonorizzazione televisiva applicata all’attualità, “firmando” nel 1982 la sigla del telegiornale (Ειδήσεις) della tv pubblica greca[20].
- Blade Runner ispirò il videogioco Blade Runner uscito per Commodore 64 e ZX Spectrum. Questo gioco, prodotto dalla CRL, fu ispirato dal film, ma per ragioni sconosciute, non vennero ceduti i diritti sul film. La CRL allora pubblicò il videogioco intitolandolo Blade Runner - Video game interpretation of the film score by Vangelis ("interpretazione in forma di videogioco della colonna sonora di Vangelis")[21], e ha come colonna sonora il tema finale del film.
- L'intro di Spiral viene utilizzata come sigla del Giornale Radio di Radio Padania Libera.

## Riconoscimenti
- Premio Oscar per Momenti di gloria (Miglior colonna sonora)
- Public Service Medal (NASA, 2003)
- Pianeta 6354 Vangelis (1995, dedicato dal Minor Planet Center dell'Unione Astronomica Internazionale)

## Discografia

### Solista

#### Album in studio
- 1972 – Fais que ton rêve soit plus long que la nuit
- 1973 - Earth (Vertigo Records)
- 1975 - Heaven and Hell (RCA Victor)
- 1976 - Albedo 0.39 (RCA Victor)
- 1977 - Spiral (RCA Victor)
- 1978 - Beaubourg (RCA Victor)
- 1978 - Hypothesis
- 1978 - The Dragon
- 1979 - China (Polydor)
- 1980 - See You Later (Polydor)
- 1984 - Soil Festivities (Polydor)
- 1985 - Mask (Polydor)
- 1985 - Invisible Connections (Deutsche Grammophon)
- 1988 - Direct (Arista)
- 1990 - The City (Warner Music)
- 1995 - Voices (Warner Music)
- 1996 - Oceanic (Atlantic Records)
- 1998 - El Greco (Warner Music)
- 2001 - Mythodea: Music for the NASA Mission: 2001 Mars Odyssey (Sony Music)
- 2016 - Rosetta (Decca)
- 2019 - Nocturne: The Piano Album (Decca)
- 2021 - Juno to Jupiter (Universal Classic)

#### Colonne sonore
- 1970 - Sex Power (Philips)
- 1973 - L'Apocalypse des Animaux (Polydor)
- 1975 - Ignacio - Entends-tu les chiens aboyer?
- 1976 - La Fête Sauvage (Sugar/Warner Music)
- 1979 - Opéra Sauvage (Polydor)
- 1981 - Momenti di Gloria (Polydor)
- 1983 - Antarctica (Polydor)
- 1992 - 1492: la conquista del paradiso (Atlantic Records)
- 1994 - Blade Runner (scritta nel 1982, ma pubblicata solo nel 1994. I brani "End titles" e "Love Theme" vengono pubblicati per la prima volta sulla raccolta Themes) (Warner Music)
- 2004 - Alexander (Sony Music)
- 2007 - El Greco
- 2012 - Chariots of Fire - The Play: Music from the Stage Show
- 2017 - Blade Runner 2049 (collaboratore e autore di alcune fra le musiche originali)

#### Raccolte
- 1978 - The Best of Vangelis
- 1982 - To the Unknown Man
- 1985 - Magic Moments
- 1989 - Themes
- 1995 - Mundo Magico de Vangelis
- 1996 - Portraits (So Long Ago, So Clear)
- 2000 - Reprise 1990-1999
- 2002 - Cosmos
- 2003 - Odyssey: The Definitive Collection
- 2012 - The Collection
- 2017 - Delectus

### Jon & Vangelis
- 1980 - Short Stories (Polydor)
- 1981 - The Friends of Mr. Cairo (Polydor)
- 1983 - Private Collection (Polydor)
- 1984 - The Best of Jon & Vangelis - raccolta
- 1991 - Page of Life
- 1994 - Chronicles - raccolta

### Con Irene Papas
- 1979 - Odes (Universal Music)
- 1986 - Rhapsodies (Universal Music)

### Con Krisma (Chrisma)
- 1976 - Amore
- 1977 - Chinese Restaurant
- 1979 - Hibernation

### Lavori mai pubblicati

#### Colonne sonore
- 1967 - 5000 psemata (lit. 5000 menzogne)
- 1974 - Amore
- 1975 - Crime and Passion
- 1980 - Prkosna delta
- 1982 - Missing (il tema principale è stato pubblicato nella compilation Themes)
- 1984 - The Bounty (il tema principale e dei titoli di apertura sono stati pubblicati nella compilation Themes)
- 1989 - Francesco
- 1992 - Bitter Moon (il tema principale compare nella compilation Reprise 1990-1999)
- 1992 - La Peste ("Psalmus Ode" compare nella compilation Reprise 1990-1999)
- 1996 - Kavafis (alt. Cavafy) (il tema principale compare nella compilation Odyssey - The Definitive Collection)
- 2001 - I Hope...; cortometraggio

#### Musiche per teatro
- 1983 - Elektra (Grecia)
- 1992 - Medea (Spagna)
- 2001 - Las Troyanas (Spagna)
- 2002 - A Vihar (lit. The Tempest) (Ungheria)
- 2005 - Antigone (Italia)

#### Balletti
- 1983 - R.B. Sque (Regno Unito)
- 1985 - Frankenstein - Modern Prometheus (Regno Unito, Paesi Bassi)
- 1986 - The Beauty and the Beast (Regno Unito)